# Hans-Hasso von Veltheim

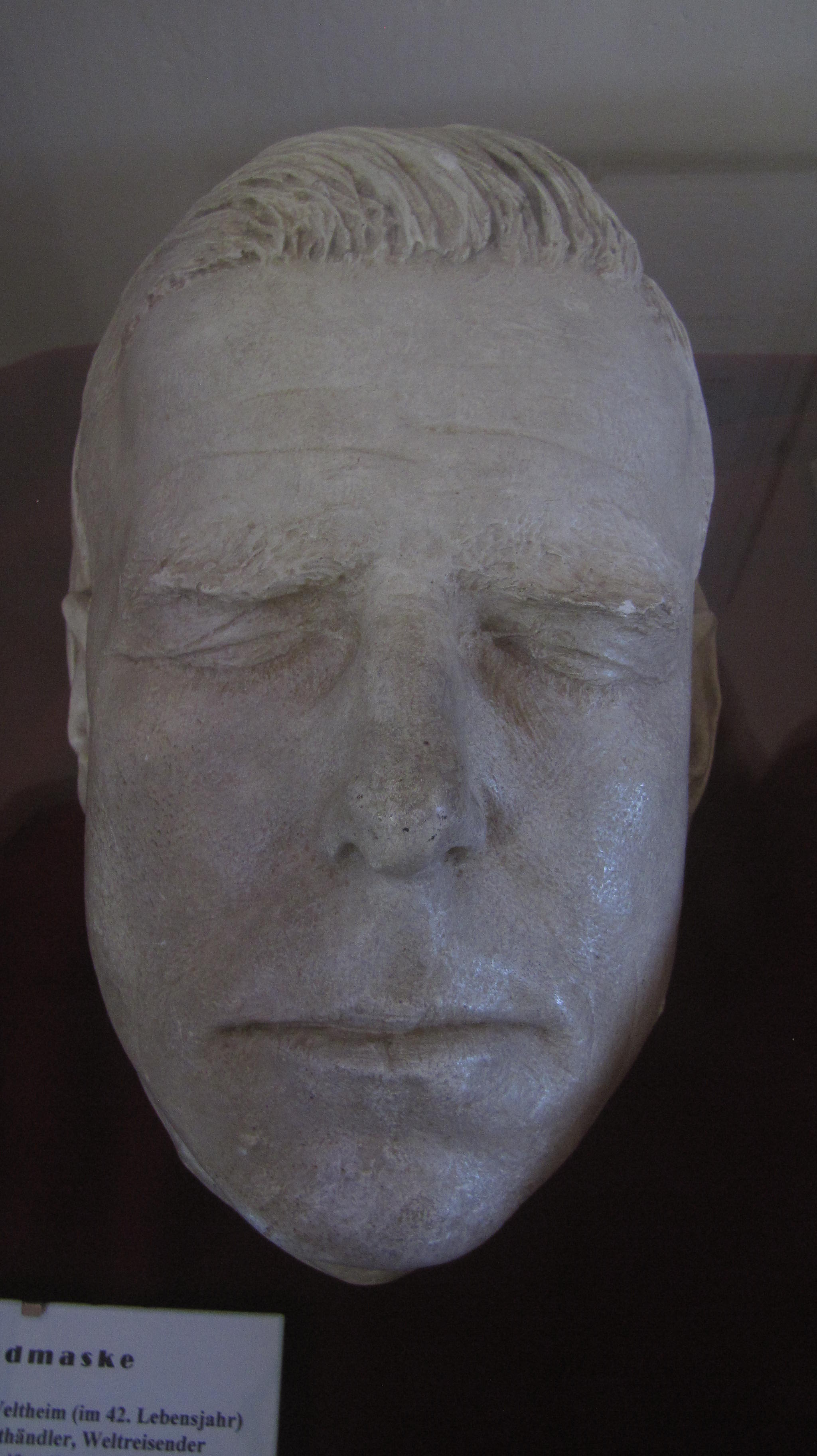
Lebendmaske Hans-Hasso von Veltheims (1927) in der Kirche von Ostrau

Hans-Hasso Martin Ludolf von Veltheim-Ostrau (* 15. Oktober 1885 in Köln; † 13. August 1956 in Utersum) war ein deutscher Gutsherr, Weltreisender, Privatgelehrter, Schriftsteller, Sammler von Büchern und Anthroposoph. Sein Schloss Ostrau bei Halle machte er ab 1927 bis zum Zweiten Weltkrieg zu einer Begegnungsstätte für Wissenschaftler, Schriftsteller, Künstler, Esoteriker, Politiker sowie zahlreiche Besucher aus Asien, vor allem Indien.

## Familie
Hans-Hasso von Veltheim entstammte dem alten Adelsgeschlecht von Veltheim. Er war der Sohn des preußischen Oberstleutnants und Gutsbesitzers Franz von Veltheim (1856–1927), Gutsherr auf Schloss Ostrau, Schloss Großweißandt, Gahrendorf sowie herzoglich anhaltischer Kammerherr, und dessen erster Ehefrau Klara (1860–1925), einer Tochter des Kölner Juristen Martin Herbertz, der zu den Vertrauten Bismarcks gehörte. 1892 wurde die Ehe geschieden, beide Eltern heirateten erneut, die Mutter den Offizier Erich von Leipzig. Neben einem Bruder hatte er mehrere Halbgeschwister von beiden Elternteilen, darunter Marion von Leipzig (1898–1984), die 1926 den Dirigenten Hans Knappertsbusch heiratete.
Er selbst heiratete am 7. Oktober 1916 in Leverkusen Hildegard Duisberg (1892–1964), eine Tochter von Carl Duisberg, dem einflussreichen Vorstandsvorsitzenden der Bayer-Werke und Sammler moderner Malerei, und dessen Ehefrau Johanna Bayer geb. Seebohm. Die Ehe wurde am 28. Januar 1924 in Berlin geschieden. Seine Tochter Michaela, verheiratet mit dem Offizier Joachim von Busse, starb 1940 an den Folgen der Geburt seines Enkels Michael.

## Leben

### Kaiserzeit
Veltheim bestand 1906 an der Kriegsschule Metz das Offiziersexamen und wurde Fahnenjunker im 1. Brandenburgischen Ulanenregiment Nr. 3. Im Januar 1907 wurde ihm die Aufnahme in das Offizierkorps der Garnison von Fürstenwalde/Spree verweigert, aufgrund einer vorübergehenden Haft, seiner Abneigung gegen militärischen Drill sowie von Schulden. Jedoch hatte auch sein Vater heimlich ein Gutachten des Psychiaters Theodor Ziehen, das er im Jahr 1900 hatte anfertigen lassen, dem Regiment zugespielt, das Veltheim für geisteskrank („schwer hysterisch“) erklärte. Dies war Teil der langjährigen Bemühungen seiner Stiefmutter Emmy, Tochter des Grafen Georg von Lehndorff, Veltheim als Fideikommiss-Erben des Rittergutes Ostrau (nach dem Recht der Primogenitur) durch ihren eigenen Sohn ersetzen zu lassen.
Ab Februar 1907 studierte er in München, wo er die Künstlerkarriere seines Freundes Hans-Henning von Voigt unterstützte. In seiner Freizeit übte er sich im Ballonfahren und bestand 1907 das Examen als Ballonführer. In München schaltete er sich im April 1908 in die Harden-Eulenburg-Affäre ein, die Deutschland aufwühlte. Im Zuge ihrer zahlreichen Gerichtsverfahren fand hier ein Prozess des Journalisten Maximilian Harden gegen seinen Kollegen Anton Städele von der Neuen Freien Volkszeitung wegen Verleumdung statt. Städele hatte in einem Artikel behauptet, Harden habe eine Million Mark Schweigegeld vom Fürsten Eulenburg erhalten. Veltheim, der bereits Jahre zuvor in Hardens Zeitschrift Zukunft einen Artikel über seinen Onkel, den künstlerisch versierten Gutsbesitzer Hans von Veltheim, veröffentlicht hatte, welcher 1854 sich aufgrund von ehrverletzenden Gerüchten das Leben genommen hatte, durfte auch am nichtöffentlichen Teil der Verhandlungen teilnehmen. In diesen wurden der vorbestrafte Milchhändler Georg Riedel und der Starnberger Fischer Jacob Ernst als Zeugen angehört, die erklärten, dass sie in ihrer Jugend in den 1880er Jahren sexuelle Beziehungen zu Eulenburg unterhalten hätten. Veltheim, selbst homosexuell, hielt am folgenden Tag eine dreistündige Aussprache mit Harden und seinem Anwalt Max Bernstein. Was Veltheim nicht wusste war, dass die Verleumdungsklage eine mit Städele verabredete Farce war. Städele wurde – wie beabsichtigt – verurteilt und erhielt das Zwangsgeld von 100 Mark von Harden zurück. Dieser konnte jedoch nunmehr Anzeige wegen Meineides gegen Eulenburg erstatten, der daraufhin in Haft kam.
Sein Studium der Archäologie, Geschichte und Philosophie schloss Veltheim 1912 an der Universität Bern mit der Promotion ab; seine Dissertation handelte über Burgundische Kleinkirchen bis zum Jahre 1200. Danach war er als Verlagsleiter und Antiquitätenhändler tätig. Im Ersten Weltkrieg wurde er zu den Feldluftschiffern eingezogen und erhielt für seinen Einsatz beim Kampf um Antwerpen das Eiserne Kreuz II. Klasse. Als Beobachter im Fesselballon oder im Luftschiff fertigte er Fotos von den gegnerischen Linien sowie strategisch bedeutenden Plätzen im Hinterland an; in der Zweiten Flandernschlacht erlebte er 1915 bei Ypern den ersten deutschen Giftgasangriff. Er war dann beim Luftschiff-Schulkommando in Jüterbog und nahm 1916 an der Skagerrakschlacht teil. Seine 1916 geschlossene Ehe scheiterte noch vor Kriegsende 1918. 1917 wurde er in die rumänischen Karpaten verlegt und unternahm dann von Jambol aus Aufklärungsflüge über dem Schwarzen Meer. Ab Januar 1918 wurde er auf Betreiben seines Schwiegervaters Kriegskommissar des Werkes Worringen der Farbenfabrik Bayer & Co.

### Weimarer Republik
Auf Vermittlung von Imogen von Bernus, der Ehefrau von Alexander von Bernus, lernte er im Januar 1918 Rudolf Steiner kennen, der ihm in der folgenden schwierigen Zeit des Kriegsendes und anderer psychischer Belastungen Halt und Orientierung bot. In den folgenden Jahren wirkte er besonders für dessen Soziale Dreigliederung und Biologisch-dynamische Landwirtschaft. Ab März 1919 wurde er in der Leitung des Dreiländerverlags von Walter Schmidkunz und Alfons von Czibulka in München beschäftigt. Bei der Ausrufung eines Generalstreiks am 3. März 1919 trat er in die Garde-Kavallerie-Schützen-Division ein.
Durch seine universitäre Bildung, seine kulturellen und esoterischen Interessen, seine Liebe zur modernen Kunst, insbesondere dem Expressionismus, seine Freundschaften mit Avantgardekünstlern und Wissenschaftlern, ragte Veltheim über das ländlich-adelige, traditionsbewusste Milieu seiner Herkunft weit hinaus. Obgleich er sich diesem immer verbunden und zugehörig fühlte, schlug er eine Brücke zum Bildungsbürgertum, dem seine Mutter und seine Frau entstammten, und darüber hinaus in künstlerische und spirituelle Kreise. In München war er mit dem George-Kreis in Kontakt getreten; Alfred Schuler starb dort 1923 in seinen Armen. 1925 unterstützte er Magnus Hirschfeld finanziell, mit dem er schon seit 1909 in Verbindung stand. In Berlin verkehrte er im Salon von Edith Andreae, wo er zahlreiche bedeutende Persönlichkeiten kennenlernte und andere einführte. Durch Annie Besant kam er der Theosophie nahe, insbesondere dem von ihr zeitweilig postulierten Weltheiland Jiddu Krishnamurti, der sich 1931 für eine Woche in Ostrau aufhielt. Spätere Begegnungen mit ihm und anderen indischen Gurus wie Ramana Maharshi prägten seine geistige Entwicklung. Er war gemäß der Familientradition auch seit 1918 bereits Ehrenritter des Johanniterordens.

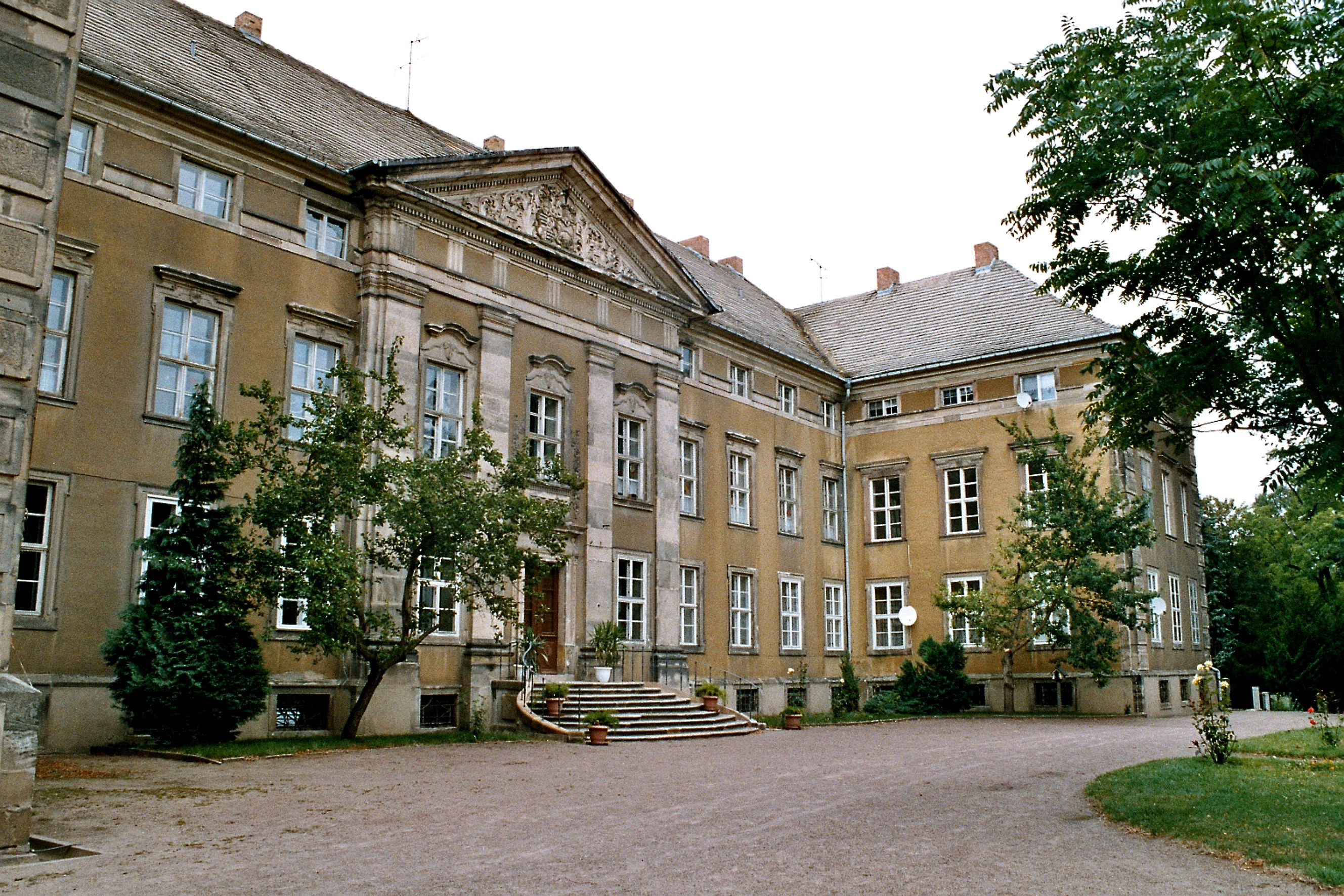
Schloss Ostrau

Das Verhältnis Veltheims zu seinem Vater, seiner Stiefmutter und seinem Halbbruder war äußerst gespannt. Aufgrund der Fideikommissbindung der Veltheim’schen Güter konnte ihn der Vater zwar nicht enterben, hinterließ ihm jedoch 1927 das Rittergut Ostrau mitsamt den land- und forstwirtschaftlichen Flächen von gut 1.100 ha stark verschuldet. Erbschaftsprozesse folgten, die schließlich den Halbbruder wegen Urkundenfälschung ins Gefängnis brachten. Die Weltwirtschaftskrise verschärfte zunächst die desolate Lage. In langjährigen Bemühungen gelang Veltheim aber eine Entschuldung und Sanierung des Betriebes sowie des heruntergekommenen Barockschlosses Ostrau, das er mit seinen umfangreichen Sammlungen ausstattete. Die Landwirtschaft war zunächst an die Zuckerfabrik Glauzig verpachtet, nach der Entschuldung ließ er sie durch einen Inspektor mit zahlreichen Gutsarbeitern führen. Wegen seiner jovialen Umgangsformen und Großzügigkeit war er bei den Einwohnern der Gegend beliebt. Auf seinen Spaziergängen umgab ihn stets eine Meute von Windhunden, deren Stammbaum auf die Windspiele Friedrichs II. zurückging.

### Zeit des Nationalsozialismus
Die Machtergreifung Hitlers am 30. Januar 1933 kommentierte er am Vorabend, dem 29. Januar 1933 so:

„Sollte Hitler, was ich fürchte, morgen zur Regierung kommend die Macht ergreifen, so ist alles von mir vorbereitet so lange es geht noch alles hier zu bauen und anzuschaffen, was ich sonst auf Jahre verteilt haben würde. Denn Hitler bedeutet Dauer-Revolution, die nur in einem von ihm entfesselten II. Weltkriege meiner Schau nach enden kann! Ich will aber alles tun, um Ostrau, was auch kommen möge, im besten Zustande zu hinterlassen oder zu verlassen!“

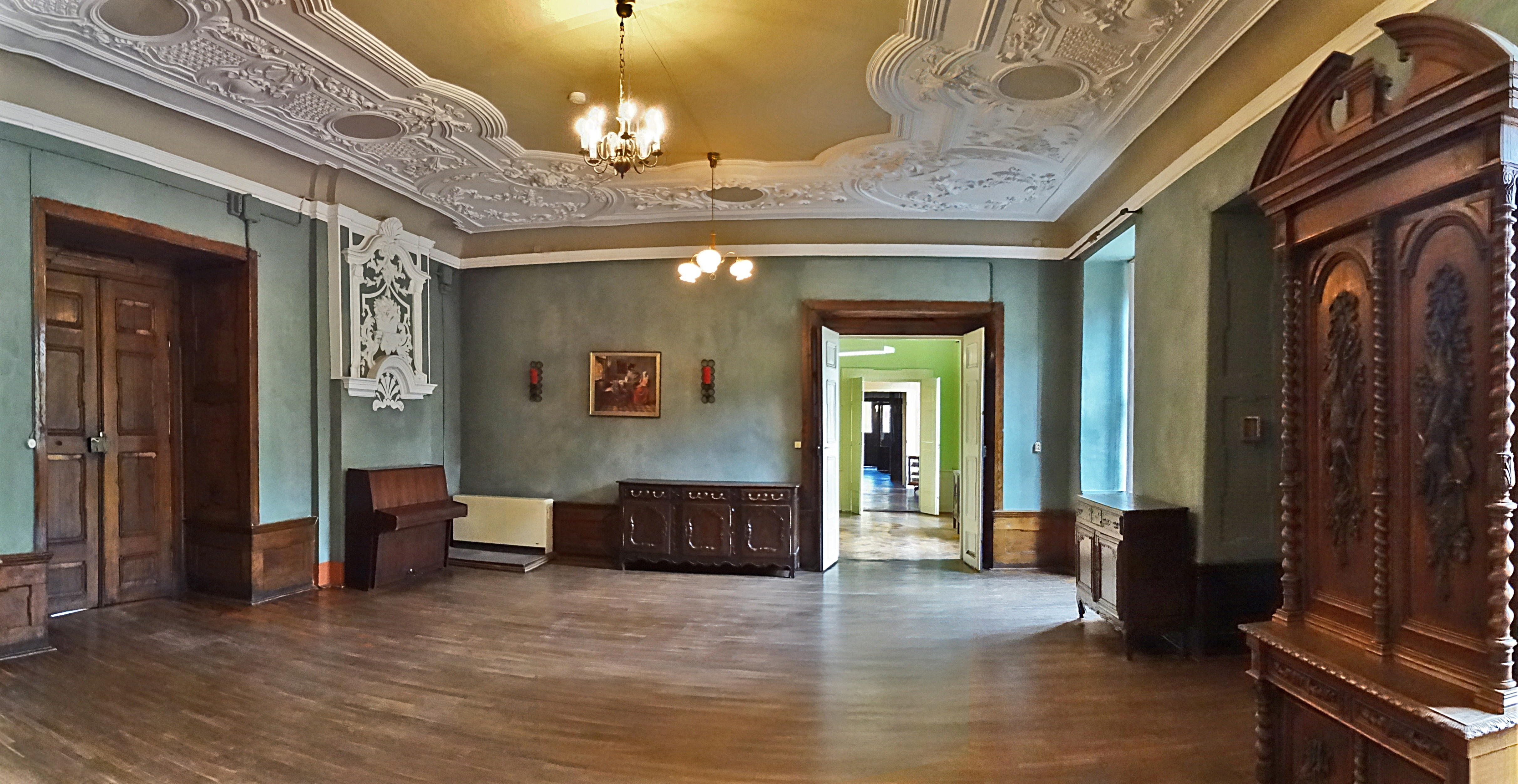
Salon in Schloss Ostrau

Seit seinem Umzug von Berlin nach Ostrau 1927 hatte Veltheim das Schloss zu einem kulturellen Zentrum gemacht, dessen Strahlkraft bald weit über Deutschland hinausreichte. Er lud zahlreiche in- und ausländische Gäste nach Ostrau ein, darunter Philosophen, Dichter, Naturwissenschaftler, Psychologen, Musiker, Tänzer, bildende Künstler und Forscher auf vielen Gebieten, die meist mehrere Wochen, manchmal Monate blieben, bisweilen mit Frauen und Kindern. Dazu zählten Freunde aus seiner Münchner Zeit wie der Verleger Anton Kippenberg oder Clara Rilke-Westhoff, Künstler wie Renée Sintenis, Karl Hofer, Fred Dolbin, Gert Heinrich Wollheim, Schriftsteller wie Joachim Ringelnatz, Wissenschaftler wie Franz Dornseiff und Richard Wilhelm sowie zahlreiche Tänzer, darunter Harald Kreutzberg, Kurt Jooss, Alexander von Swaine, Yvonne Georgi und Gret Palucca. Einige schrieben hier, gleichsam wie Stipendiaten, ihre Bücher, so Thassilo von Scheffer, Ernst Penzoldt und Grigol Robakidse. Zu seinem weitgespannten Freundes- und Referentenkreis gehörten Alexander von Bernus, Hermann Kasack, Constantin Cramer von Laue, Bruno Goetz, Hans Henny Jahnn, Rolf Italiaander und viele andere. Die Gäste führten oft ihrerseits Bekannte in Ostrau ein. Eine hotelartige Küche sorgte für einfache, aber gute Buffets, darunter stets ein vegetarisches. Tagsüber wurde gearbeitet, abends im großen Kreis Vorträge gehalten, künstlerische Darbietungen veranstaltet oder diskutiert. Nicolaus Sombart schreibt hierzu: „In die verschiedenen Gästezimmer wurden sie nach der Topik eines Kraftfeldes gelegt, in dessen Zentrum der Hausherr saß wie eine Spinne in ihrem Netz. Wenn da einer die falschen «Strahlungen» hatte, ein Astralleib sich dem Willenszugriff entzog, wurde der Betreffende hinauskomplimentiert, auf jeden Fall nie wieder eingeladen.“
Veltheim pflegte stets auch gute Kontakte zu Politikern und Diplomaten; den Nuntius (und späteren Papst) Eugenio Pacelli kannte er schon aus München; zu den Ostrauer Gästen zählten ferner der Reichstagspräsident Paul Löbe, die Minister Wilhelm Groener und Erich Koch-Weser, der Reichsbankpräsident Hjalmar Schacht und die Abgeordnete und Frauenrechtlerin Marie-Elisabeth Lüders. Für Deutschland einmalig war die große Zahl seiner Besucher aus Asien, darunter politische und spirituelle Größen. Beispielsweise logierte er vom 8. bis 13. April 1931 Jiddu Krishnamurti, vom 12.–13. August 1936 – anlässlich der Olympischen Sommerspiele in Berlin – den afghanischen Kriegsminister und späteren Ministerpräsidenten Sardar Schah Mahmud Khan sowie Omer Khan, stellvertretender afghanischer Gesandter beim Völkerbund, beide in Begleitung des Botschafters Allah Nawaz Khan Ghulam Faruq; über Pfingsten 1935 den indischen Industriellen und Unterstützer Mahatma Gandhis Ambalal Sarabhai, Ghandis Privatsekretär Dipak Dutta Choudhury, den Politiker Bijoy Prasad Singh Roy, den Diplomaten Jamshed Burjorji Vesugar, die Wissenschaftler Dhirendra Nath Majumdar und Ram Nath Chopra.
Trotz der Emigration zahlreicher Mitglieder seines Freundeskreises ab 1933, darunter Dolbin, Wollheim, Kreutzberg und Jooss sowie Friedrich Burschell, Richard Seewald, Julius Springer der Jüngere, Heinrich Zimmer, Eugen Kolisko und Lili Kolisko, der Drangsalierung anderer durch das NS-Regime (wie Hermann Graf Keyserling) oder ihrer Verschleppung in Konzentrationslager (wie Leo Baeck) bemühte er sich auch nach 1933, dieses geistige Zentrum aufrechtzuerhalten. So fand hier etwa 1935 eine Synode der anthroposophischen Christengemeinschaft statt, deren Veranstaltungen Veltheim noch bis zu ihrer Auflösung 1941 besuchte und deren Vertreter auch danach noch bei ihm zusammentrafen. Bis 1944 wurden im Schloss öffentliche Konzerte, Vorträge und Dichterlesungen veranstaltet.
Außerhalb Ostraus und auf seinen Reisen trat er mit Persönlichkeiten wie Gandhi, Briand, Stresemann, Rathenau, Eden, mit Wissenschaftlern wie Hans Prinzhorn oder Hans Blüher und mit Künstlern wie Gerhart Hauptmann, Rilke, George, Richard Strauss, Arno Breker, Oswald Spengler in Kontakt. Auch in der NS-Zeit gelang es ihm, trotz zunehmender Reise- und Devisenbeschränkungen, noch eine Reihe von Reisen durch Europa und Asien zu unternehmen (siehe Abschnitt Reisen unten).
Ostrau wurde zu einer Stätte west-östlicher Begegnung, zahlreiche Inder, Afghanen und andere Vertreter des geistigen Orients gingen hier ein und aus. Anfangs kreisten Veltheims Interessen um China, das er nie betreten sollte und dessen Kunst und Philosophie ihm der Sinologe Richard Wilhelm vermittelte. Doch allmählich trat Indien in den Vordergrund, vor allem durch theosophische und spirituelle Kontakte; der Indologe Helmuth von Glasenapp führte ihn in die indische Kunst und Philosophie ein. Der andersartige und kosmopolitische Lebensstil Veltheims erregte ebenso Misstrauen wie die zahlreichen exotischen Besucher; infolge von Denunziationen kam es zu Hausdurchsuchungen, veranlasst von örtlichen Parteidienststellen der NSDAP. Um seine kosmopolitische Begegnungsstätte zu schützen und auch seine Auslandsreisen zu erleichtern, trat er am 19. Juli 1937 in die Partei ein. Auch intensivierte er seine Kontakte zu einflussreichen Persönlichkeiten in Berlin und Halle, um immer wieder die Vorstöße seiner örtlichen Widersacher und Neider zu neutralisieren. Ende der 1930er Jahre begab sich Veltheim lange auf Reisen.
Die Jahre des Zweiten Weltkrieges verbrachte er in Ostrau, wo der Gutsbetrieb durch die Einziehung aller Männer und die Requirierung von Pferden und Kraftfahrzeugen erschwert war. Dennoch blieb er durch Besucher und Korrespondenzen sowie das – bei Todesstrafe verbotene – Abhören von Auslandssendern über die Kriegslage gut informiert. Im Vergleich zu früheren Jahren fühlte er sich nun aber oft einsam und isoliert; die Beherbergung großer Gesellschaften scheiterte schon an den Rationierungen von Lebensmitteln und Kohlen. Zu seinen Freunden in der Region gehörten Carl Wentzel und Walter Hülse, die beide dem Widerstand gegen den Nationalsozialismus angehörten. Im Jahr 1944 stand er seiner Cousine, der Widerstandskämpferin Elisabeth von Thadden, vor ihrer Hinrichtung geistig bei, mittels Briefen, die er in ihre Gefängniszelle einschmuggeln ließ.

### Nachkriegszeit

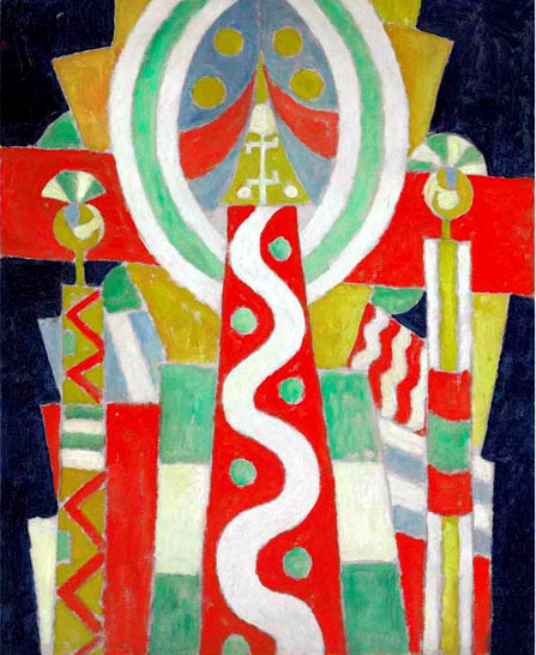
Marsden Hartley: Leuchtturm

Nach dem Zweiten Weltkrieg nahm die amerikanische Besatzungsmacht Veltheims Rat sofort für die Verwaltung der Region in Anspruch. Im Juni 1945 reiste er gemeinsam mit Erhard Hübener und Hülse ins US-Hauptquartier nach Frankfurt am Main, wo Hübener als Landeshauptmann der Provinz Sachsen eingesetzt wurde; dort erhielten sie jedoch auch Gewissheit über die für Juli geplante Preisgabe Mitteldeutschlands an die Sowjets. Veltheim lehnte dennoch die ihm vielfach angeratene Flucht ab und blieb. Er ließ aber zwei Handkoffer mit Bargeld und Pretiosen nach Frankfurt bringen. Zunächst stellten ihm die Sowjets Ehrenwachen, wie die Amerikaner zuvor, als Folge souveräner Privatdiplomatie, wie sie Veltheim auch dem Nationalsozialismus gegenüber angewandt hatte. Die noch nicht gänzlich auf KPD-Linie gleichgeschalteten Behörden der sowjetischen Besatzungszone setzten Veltheim anfangs als Treuhänder und Verwalter des Schlosses und Parks ein; sie boten ihm sogar eine Professur an der Universität Halle an; seine Weigerung, diese anzunehmen, machte sein Bleiben unmöglich. „Er mußte mit ansehen, wie der Mob, von den Russen betrunken gemacht, in den Ostrauer Park stürmte, ehrwürdige Bäume niederhieb, die Särge des Erbbegräbnisses aufbrach und die Gerippe der Ahnen an den Zweigen aufhängte“.
Veltheim wurde enteignet und floh am 3. November 1945 über die Zonengrenze, um der Internierung zu entgehen. Die Bibliothek und Kulturgüter wurden teilweise von den sowjetischen Besatzern beschlagnahmt oder geplündert. Marsden Hartleys Gemälde Leuchtturm aus Veltheims Sammlung hing ab 1954 in der Moritzburg (Halle). Das Gemälde wurde seinen Erben 2008 zurückgegeben. Die Bibliothek mit 9719 Bänden, 145 Handschriften und 42 Karten wurden, falls nicht schon vorhanden, in den Bestand der Universitätsbibliothek Halle eingearbeitet. Im Zuge der Restitution wurden 3000 Bände aus dem Besitz der von Veltheims im Bestand der ULB Halle ermittelt und dort in Absprache mit den Erben gesondert aufgestellt.
Hans-Hasso von Veltheim wurde im Westen von seiner geschiedenen Frau und von Freunden aus dem In- und Ausland versorgt. Jahrelang kam er bei wechselnden Gastgebern unter, die einst seine Gäste gewesen waren. Zu seinen engsten Freunden gehörte seit dem Ersten Weltkrieg Hans-Christoph Seebohm, ein Vetter seiner Frau, der noch nach Veltheims Flucht einige Kunstgegenstände aus Ostrau abgeholt hatte und 1949 erster Bundesminister für Verkehr unter Adenauer wurde. Anfang 1947 erhielt Veltheim aus der Sowjetischen Besatzungszone nochmals ein Angebot für eine herausgehobene Funktion im kulturellen oder wissenschaftlichen Bereich. Eine besondere Beziehung bestand zu Leo Baeck, dem Präsidenten der Reichsvertretung der Deutschen Juden während der 30er Jahre, mit dem er schon seit 1923 in geistigem Austausch stand und der auch nach 1933 noch mehrfach nach Ostrau kam. Entgegen allen Verboten hatte Veltheim ihn in Berlin noch bis Ende 1942 regelmäßig besucht und ihm bis zu dessen Deportation im Januar 1943 Lebensmittel überbringen lassen. Baeck wiederum übersandte ihm fortlaufend die neu entstandenen Manuskriptkapitel seines Werkes Dieses Volk. Jüdische Existenz, um sie in Sicherheit zu bringen. Vor seiner Flucht 1945 hatte Veltheim diese dem Landeskonservator Wolf Schubert übergeben. Nachdem Baeck das Kriegsende im KZ überlebt hatte und nach England und in die USA auswandern konnte, nahmen sie ihren Briefwechsel wieder auf und nun unterstützte Baeck wiederum den Flüchtling Veltheim finanziell.
Obwohl er zunehmend unter Asthma und Angina Pectoris litt und oft monatelang in Spezialkliniken lag, nahm er seine weltweite Korrespondenz wieder auf und schrieb nun auch einige Bücher über die Metaphysik Indiens, auf Basis seiner bereits 1939 im Privatdruck und 1943 in Auszügen bei Suhrkamp erschienenen Reisetagebücher, die zwischen 1951 und 1958 veröffentlicht wurden. Sein Talent, schwierige Fragen in einer allgemeinverständlichen Gebrauchssprache zu behandeln, bescherte ihnen breiten Erfolg. Anfang der 1950er Jahre wohnte er in Solingen, Papiermühle.

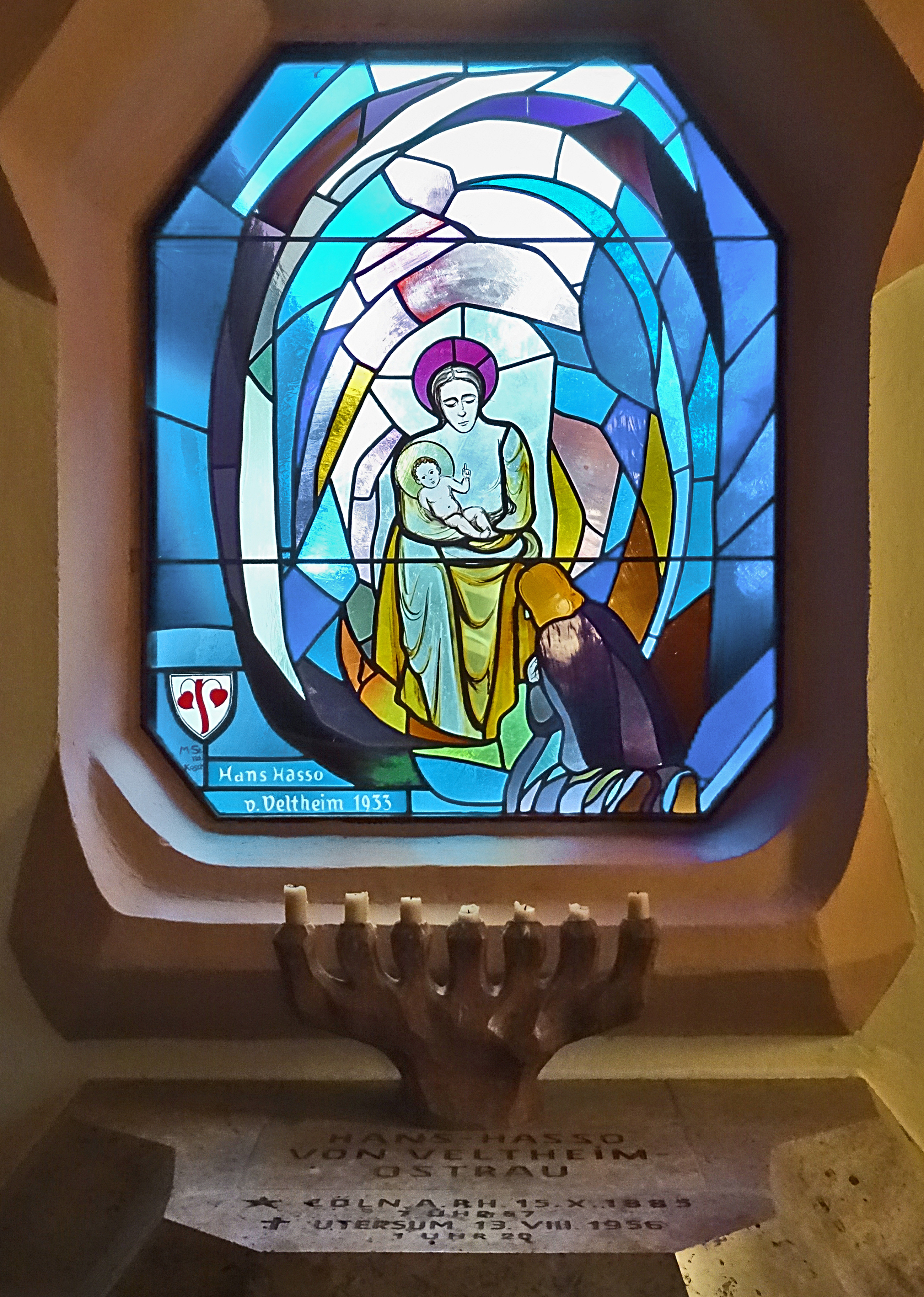
Grabaltar und Fenster von Maria Strakosch-Giesler: Geburt Jesu (Lukas 2)

Zuletzt lebte er im Utersumer Sanatorium auf der Insel Föhr, noch immer von Anhängern besucht; hier starb er 1956. Seine Urne konnte erst 1990 in der Grabkapelle der Schlosskirche in Ostrau beigesetzt werden. Es handelt sich dabei um die barocke Patronatsloge der Familie von Veltheim, deren Innenraum Hans-Hasso von Veltheim 1933 durch den Stuttgarter Architekten Felix Kayser zu einem anthroposophisch inspirierten Meditationsraum umgestalten ließ, in Naturmaterialien gestaltet, mit zur Decke hin angeschrägten Wänden und dem vielfach angebrachten Motiv des Pentagramms sowie Buntglasfenstern der Kandinski-Schülerin und Anthroposophin Maria Strakosch-Giesler. Die Urne wurde, Veltheims Wunsch entsprechend, in den Grabaltar aus Gauinger Kalkstein, mit einem Rosenkreuz verziert, eingesenkt. Auf dem Altar befindet sich ein siebenarmiger Leuchter aus Rüsternholz.

### Reisen der 1930er Jahre
Die Publikationen Veltheims sind Reiseberichte sowie geistige und kulturelle Betrachtungen, die wesentlich von Begegnungen auf seinen Reisen inspiriert sind. Seine Weltreisen wusste er gegen alle widrigen Zeitumstände zu organisieren und durchzuführen. 1931 wurden im Deutschen Reich umfangreiche Devisenverkehrsbeschränkungen erlassen. Diese wurden durch das Gesetz gegen den Verrat der deutschen Volkswirtschaft vom 12. Juni 1933 um eine Anzeigepflicht ausländischen Vermögens ergänzt. Am 1. April 1933 wurde für deutsche Staatsbürger ein Visum an den Grenzen des deutschen Reichs eingeführt. Diese Maßnahmen kanalisierten die Reisefreiheit während des Dritten Reichs zu Reisen mit der Organisation Kraft durch Freude.
Dennoch gelang es Hans Hasso von Veltheim in den folgenden Jahren, mehrere Fernreisen zu unternehmen, bei deren Organisation und Auslands-Finanzierung ihm vor allem sein Freund aus dem Auswärtigen Amt, Karl Georg Pfleiderer, behilflich war. Auch seine vielen einflussreichen Kontakte in Asien, von denen etliche seine Gäste in Ostrau gewesen waren, unterstützten ihn bei seinen Reisen mit Devisen, Quartieren, Reisebegleitung und Visa.
1933 und 1934 nahm er an den Eranos-Tagungen auf dem Monte Verità in Ascona teil, die C.G. Jung organisierte. Am 2. September 1933 leitete er eine Delegation der Deutschen Weltwirtschaftlichen Gesellschaft auf der Europa von Bremerhaven nach Chicago zur Weltausstellung. Dort besichtigte er auch das überraschend wieder aufgetauchte Veltheimkreuz aus dem Welfenschatz, eine Stiftung seiner Familie vom Anfang des 14. Jahrhunderts. Anschließend reiste er über Niagara Falls (New York), Detroit, Pittsburgh die Allegheny Mountains, Washington, Philadelphia und New York. Von 12. April bis 10. Mai 1934 reiste mit einer Gruppe der Christengemeinde nach Palästina, Jaffa, Jerusalem, Hebron, Bethlehem, Jericho, Tiberias, Damaskus, Baalbek sowie zum Toten Meer.
Im Juli 1935 reiste er mit dem Norddeutschen Loyd über Venedig und das Schwarze Meer in den Kaukasus, auf dem Rückweg machte er in Rom Station. Am 10. März 1936 hielt er in London einen Vortrag über das esoterische Indien im World Congress of Faiths von Francis Younghusband, wo er auf Religionswissenschaftler und Philosophen aus aller Welt sowie Vertreter internationaler Organisationen traf.
Vom 11. November 1935 bis 19. April 1936 reiste Veltheim nach Indien. Dort besuchte er Swami Sivananda, dessen geschäftliche Expansion samt Personenkult er später kritisierte. Am 9. März 1936 war er an Bord der Strathmore von Bombay nach London. Am 25. März 1936 beschrieb ihn Subhash Chandra Bose in einem Brief an Franz Thierfelder.
Im Juli 1937 nahm er erneut an einer Tagung des World Congress of Faith in Oxford teil. Anschließend fuhr er in die Niederlande, nach Brüssel und nach Butterley, wo er an einer anthropologischen Sommerschule teilnahm.
Er reiste im November/Dezember 1937 von Genua mit der Scharnhorst über Colombo nach Bombay. Am 3. Januar 1938 nahm er an der Jubiläumstagung der Indian Science Congress Association in Kalkutta teil, wo er Ernst Eduard vom Rath am Generalkonsulat kennenlernte. Von Kalkutta brach er am 10. Januar 1938 nach Rangun auf, von dort nach Mandalay, Bagan und Pegu. Veltheim bereiste Britisch-Indien, Afghanistan, Nepal, Burma, British Malaya, Niederländisch-Indien, Java, Singapur und auf Bali besuchte er Walter Spies. Am 20. April 1938 besuchte er einen Tag vor dessen Tod Muhammad Iqbal in Lahore. Am 9. November 1938 logierte Veltheim bei einem hochstehenden Beamten in Britisch-Indien, der ihn auf Bitten der indischen Regierung aufforderte, sofort abzureisen. Veltheim hatte zunächst geplant über Hinterindien, China, Japan, Kanada und die USA zurückzureisen. Am 2. Januar 1939 trat er auf der Conte Biancamano die Rückreise an. Am 11. Januar 1939 war er in Port Said und traf sich mit seinem Vetter Bernd Rütger von Goßler, der als Generalkonsul in Kairo fungierte. Durch Ägypten, das er schon 1909 besucht hatte, reiste er weiter über Kairo, al-Fayyum, Luxor, Assuan, Abu Simbel nach Khartum. In Tripolis wurde er am 8. März 1939 vom italienischen Generalgouverneur Italo Balbo empfangen. Den Mai 1939 verbrachte er in Rom und reiste am 31. Mai 1939 nach Paris. Am 29. Juni 1939 reiste er nach Den Haag und besuchte am 12. Juli 1939 zum wiederholten mal Wilhelm II. in Haus Doorn, wo auch seine Mutter oft Besuch gemacht hatte.
Schon 1937–39 hatte er seine Reisetagebücher laufend nach Ostrau geschickt, wo sie auf Matrizen vervielfältigt und in 500 bis 750 Exemplaren an seinen Bekanntenkreis versandt wurden, darunter auch an das Auswärtige Amt. „Man las sie damals wie Samisdat-Texte – geheime Botschaften eines geistigen Widerstands. Und das waren sie auch.“ (Nicolaus Sombart) Nach seiner Rückkehr machte er sich an eine Überarbeitung und suchte nach Möglichkeiten für eine Buchveröffentlichung. Die Deutsche Verlags-Anstalt zeigte sich interessiert, war ihm aber suspekt, da sie dem parteitreuen Franz-Eher-Verlag unterstand. Hans Paeschke und Veltheims Freund Hermann Kasack vermittelten den Kontakt zu Peter Suhrkamp, der mehrmals nach Ostrau kam. Wegen der Zensur und Papierrationierung konnte 1943 nur eine gekürzte Textfassung des Bali-Tagebuches erscheinen, doch der größte Teil der Auflage verbrannte im Dezember bei einem Bombenangriff in Leipzig.
1946 ermutigte ihn Paeschke zur Wiederaufnahme der Edition; ab 1948 erarbeitete er neue Manuskripte auf der Grundlage der versandten Berichte und seiner Erinnerungen, da seine Notizen und Filmaufnahmen in Ostrau geblieben waren. Finanziell gefördert wurde die Arbeit durch den Akademie-Sekretär Ernst Kreuder. Die ab 1951 zunächst im Greven Verlag Köln, dann im Claassen-Verlag erschienenen Reisetagebücher fanden ein erhebliches Echo in der Presse und waren ein Verkaufserfolg. Durch sie wurde sein Name erstmals einer breiteren Öffentlichkeit bekannt.

## Charakterisierung
Sein Freund, der esoterische Psychotherapeut Herbert Fritsche, charakterisierte ihn 1955 wie folgt:

„…Mit Tod und Leben steht er auf du und du. Das hat er lange und gründlich geübt. Aber beide Partner wissen nie, ob und wann er mit ihnen als Weiser oder als Eulenspiegel, als Ritter ohne Furcht und Tadel oder faszinierender Spötter ins Gespräch kommen will. Das ist seine Souveränität heute wie einst: die Gegensätze draußen in der Welt und drinnen im eigenen Wesen können ihm nichts anhaben. Er bedient sich ihrer, seine Liebesfähigkeit umfaßt sie alle. Sein ganzes Leben stand unter der Gnade, Unvereinbares in Fördergegensätze zu wandeln und diese schöpferisch gestalten zu dürfen. Der hünenhafte Grandseigneur, den die Theosophin Annie Besant „my crusader“, meinen Kreuzfahrer, nannte, wurde in sehr verschieden gearteten Kreisen als Freund und Mäzen geschätzt. Als Offizier und Vertreter seines Standes zeigte er Form und Haltung, als Kunsthändler und geborener Abenteurer war er absolut Bohémien, als Okkultist dem Schweigen und der Weisheit hingegeben. Man wundert sich nicht, den allezeit ins Menschlich-Allzumenschliche Verliebten zugleich dem Kultus skurriler Unweisheit verschworen zu sehen.
Einer internationalen Elite und zugleich einer... esoterischen Bohème hielt er hier (in Ostrau) eine Stätte der Gastlichkeit und Förderung weit offen, die aus dem Geistesleben der jüngsten Vergangenheit nicht fortzudenken ist. Okkultisten und Tänzer, Kunsthistoriker und Politiker, Theologen und Anarchisten waren unaufhörlich, oft wochen-, oft monatelang, in Ostrau zu Gast.“

Sein Freund, der Gutsbesitzer und Kunsthistoriker Udo von Alvensleben, schrieb 1959:

„…In den Ostrauer Festräumen herrschte nun eine fast klösterliche Atmosphäre. Tagsüber wurde gearbeitet. Des Abends fanden in weihrauchduftenden Gemächern, im Winter an prasselnden Kaminen, bei Verstandesklarheit trotz dionysischen Überschwangs geistige Orgien statt... Planvoll-einfach wußte der Hausherr die Regie zu führen. Nie vergaß er die sozialen Verpflichtungen, die solch Besitz auferlegt. Störend wirkte bisweilen das Reklamehafte vieler Tendenzen, bezwingend hingegen Veltheims intensives Eingehen auf jeden seiner Gäste...
Ein Weltmann sucht das Überweltliche hieß es von Veltheim, als er seine vorangegangenen Reisen durch die indischen Pilgerfahrten abschloß, kurz vor dem Zweiten Weltkrieg, als kein Deutscher mehr solche Chancen hatte. Da Privatleute damals eigenes Geld nicht mitnehmen durften, reiste er auf Kosten der Gastgeber in vollkommener Freiheit, überall mit ungewöhnlichen Ehren aufgenommen. Die Regierung Afghanistans und mehrere indische Höfe empfingen ihn als Staatsgast, der Diktator des (damals so gut wie unzugänglichen) Nepal, der indische Vizekönig, der britische Gouverneur von Bengalen bedachten ihn (der sich als Ambassadeur extraordinaire fühlte) mit Auszeichnungen... Sie entdeckten an ihm Eigenschaften, die sie in Weißen meist vergeblich suchen: ungewöhnliches Einfühlungsvermögen, eine bestimmte Geistesschulung, Sinn für Okkultes, Vertrautheit mit Meditation, jener Fähigkeit, die Aura von Menschen und Orten zu erkennen und ihr mit Ehrfurcht zu begegnen. Die Kehrseite: Mangel an Kritik, offenkundige Schwächen, blieben auch Indern nicht verborgen... Wohl keiner hatte in ihren Augen so viel erleuchtetes Asien in sich aufgenommen wie er.
Daß er in der Verbannung als Sannyasin lebte, als besitzloser Pilger zum Absoluten, wirkte wie ein asiatisches Finale. Allerdings blieb er darin Europäer, daß stürmische Teilnahme an der Problem-Wirrnis unserer Weltstunde in seinem Herzen weiter gewitterte, während der Geist die letzte Klärung vollzog.“

## Schriften
- Burgundische Kleinkirchen bis zum Jahre 1200. Georg Müller und Eugen Rentsch, München 1913 (= Dissertation)
- Tagebücher aus Asien. 1937–1939. Bali. Suhrkamp, Berlin 1943
- Tagebücher aus Asien. Erster Teil: Bombay, Calcutta, Kaschmir, Afghanistan, die Himalayas, Nepal, Benares. 1935–1939. Greven, Köln 1951; 2. erw. A. Claassen, Hamburg 1956
- Der Atem Indiens. Tagebücher aus Asien. Neue Folge: Ceylon und Südindien. Claassen, Hamburg 1954
- Was wir schauen das werden wir sein. Aphorismen. Atharva, Frankfurt am Main 1956
- Götter und Menschen zwischen Indien und China. Tagebücher aus Asien. Dritter Teil: Birma, Thailand, Kambodscha, Malaya, Java und Bali. Claassen, Hamburg 1958
- Der Geist Asiens. Das Bleibende aus 3 Büchern. Zusammengefasst u. hrsg. von Gisela Bonn. Claassen, Düsseldorf 1976, ISBN 3-546-49343-5